# Mai Diễm Phương
Mai Diễm Phương (giản thể: 梅艳芳; phồn thể: 梅艷芳, tiếng Anh: Anita Mui Yim-fong, 10 tháng 10 năm 1963 – 30 tháng 12 năm 2003) là một nữ ca sĩ kiêm diễn viên người Hồng Kông. Được đánh giá là một trong những nữ nghệ sĩ Hồng Kông vĩ đại nhất mọi thời đại, bà đã có nhiều đóng góp lớn cho ngành công nghiệp âm nhạc Hồng Kông, qua đó bà cùng với Trương Quốc Vinh được xem là biểu tượng lớn của dòng nhạc Cantopop. Ngoài sự nghiệp âm nhạc, bà còn tham gia diễn xuất trong một số bộ phim và giành được nhiều giải thưởng cao quý.

## Cuộc đời và sự nghiệp
Mai Diễm Phương được mệnh danh là Bách Biến Thiên Hậu (Nữ hoàng Trăm Dạng); bất kể là trên làng nhạc hay trong giới điện ảnh, cô luôn mang đến cho công chúng cảm giác mới mẻ và kỳ lạ. Dưới ánh đèn sân khấu, khoác lên những bộ trang phục sang trọng, phong cách biểu diễn hoành tráng nhất, các động tác múa lạ mắt, trên mình thường toát lên vẻ tươi đẹp, phóng khoáng, trong cuồng nhiệt lại xen lẫn vẻ lạnh lùng,.. do vậy mà trên khắp mình cô luôn toả lên sắc quang sáng ngời, độc đáo.
Trong lĩnh vực điện ảnh, Mai Diễm Phương vào vai diễn với đủ mọi thể loại, được mệnh danh là "một cô gái sinh ra là để đóng phim". Các bộ phim của cô phần lớn đều rất hài hước và dí dỏm, chính kịch và sâu sắc, bởi lối diễn xuất, nét mặt, cử chỉ nhân vật luôn được Mai Diễm Phương biểu đạt rất thành công. Cô có thể dễ dàng vào bất kì vai diễn nào và cũng dễ dàng thoát vai. Mai Diễm Phương được mọi người quý trọng, tôn vinh là Đại Tỷ trong ngành giải trí. Mai Diễm Phương cùng Tăng Chí Vĩ đồng giữ danh vị Chủ tịch Liên Đoàn Hiệp Hội Nghệ sĩ Hồng Kông và cô vẫn thường được mời làm người chủ trì, trao giải cho nhiều nghệ sĩ trong các chương trình - giải thưởng của âm nhạc lẫn điện ảnh danh giá.
Là một người có tấm lòng nhân hậu và nhiệt huyết, cô luôn quan tâm đến những người có số phận kém may mắn hơn mình. Mai Diễm Phương không chỉ tham gia rất nhiều các hoạt động từ thiện, cô còn tổ chức nhiều show diễn cá nhân để gây quỹ. Khi ngành giải trí du lịch của Hồng Kông đang điêu đứng vì phải đương đầu với đại dịch SARS, cô đã nhiệt tình tổ chức các show diễn, lễ hội âm nhạc với mong muốn thay đổi diện mạo mới, khôi phục lại ngành công nghiệp của nước nhà. Riêng cá nhân Mai Diễm Phương cũng hỗ trợ cho nhiều gia đình có người nhiễm SARS. Cô đã tốn nhiều tâm tư, tình cảm và cũng "đổ" tài sản của mình vào việc từ thiện.
Rạng sáng ngày 30/12/2003, Mai Diễm Phương qua đời tại một bệnh viện ở Hồng Kông vào lúc 2 giờ 50 phút sáng, sau thời gian chống chọi với căn bệnh ung thư cổ tử cung. Rất nhiều bạn bè thân thiết trong giới nghệ sĩ đã có mặt bên cạnh cô trong những giờ phút cuối: Lưu Bồi Cơ, Trịnh Tú Văn, Lam Khiết Anh, Thảo Mãnh, Hà Vận Thi, Hứa Chí An, Thành Long, Dương Tử Quỳnh, Tăng Chí Vĩ...

## Album / đĩa hát

### Album tiếng Quảng Đông
| Năm  | Tên album                             | Danh sách bài hát |
| ---- | ------------------------------------- | --- |
| 1982 | 心債 (Nợ Lòng)                        | List 1. 心債 (Nợ Lòng) 2. 情愛火花 (Hoa Lửa Tình Yêu) 3. 一生為你痴 (Cả Đời Sống Vì Anh) 4. 日夜懷念我 (Ngày Đêm Đều Nhớ Em) 5. 莫問起 (Đừng Nên Hỏi) 6. 不必想我 (Đừng Nhớ Em) |
| 1983 | 赤色梅艷芳 (Sắc Hồng Mai Diễm Phương) | List 1. 赤的疑惑 (Nghi Ngờ Sắc Hồng) 2. 迎風上路 (Trên Đường Đón Gió) 3. 珠指環的約誓 (Lời Thề Nhẫn Trân Châu) 4. 再共舞 (Cùng Nhảy Lần Nữa) 5. 必想昨天 (Đừng Nhớ Ngày Hôm Qua) 6. 赤的衝擊 (Cảm xúc Cháy Bỏng) 7. 交出我的心 (Trao Trọn Con Tim) 8. 殘月碎春風 (Trăng Mờ Cản Gió Xuân) 9. 一個字 (Chỉ Một Chữ) 10. 逢未晚 (Đúng Lúc Gặp nhau) 11. 傳說 (Truyền Thuyết) 12. 千年女王 (Nữ hoàng Ngàn Năm) |
| 1984 | 飛躍舞台 (Phi Điệu Vũ Đài)            | List 1. 留住你今晚 (Đêm Nay Giữ Anh Lại) 2. 飛躍舞台 (Phi Điệu Vũ Đài (Điệu Nhảy Trên Sân khấu)) 3. 寂寞的心 (Trái Tim Cô Đơn) 4. 獨愛荊途 (Đường Tình Lắm Chông Gai) 5. 不信愛有罪 (Đừng Tin Tình Yêu Là Tội Lỗi) 6. 他令我改變 (Anh Ấy Khiến Tôi Thay Đổi) 7. 逝去的愛 (Mối Tình Đã Qua) 8. 不許再回頭 (Không Hứa Sẽ Trở Lại) 9. 莫逃避 (Đừng Trốn Tránh) 10. 發電一千 VOLT (Phóng ra dòng điện 1000 volt) 11. 點起你慾望 (Nơi Mà Anh Bắt Đầu Niềm Khao Khát) 12. 今晚記住我 (Đêm Nay Nhớ Đến Em) |
| 1985 | 似水流年 (Tựa Thủy Lưu Niên)          | List 1. 夢幻的擁抱 (Vòng tay mộng ảo) 2. 蔓珠莎華 (Mạn Chu Sa Hoa) 3. 似水流年 (Tựa thủy lưu niên (Năm tháng như nước trôi)) 4. 人在風裡 (Người Nơi xứ gió) 5. 問一問你 (Hỏi anh) 6. 歌衫淚影 (Bóng Lệ Trên Áo) 7. 紗籠女郎 (Sa lung (xaron) Nữ Lang) 8. 一點相思 (Một Chút Tương Tư) 9. 舊歡如夢 (Chuyện Cũ Như Giấc Mơ) 10. 覓愛重重 (Trân Trọng Tìm Kiếm Tình Yêu) 11. 多少柔情 (Quá Ít Thiện Cảm) |
| 1985 | 壞女孩 (Cô Gái Hư)                    | List 1. 壞女孩 (Cô Gái Hư) 2. 夢伴 (Mộng Bạn (Người Tình Cùng Mơ)) 3. 不了情 (Tình Miên Man) 4. 抱你十個世紀 (Ôm Anh 10 Thế Kỷ) 5. 魅力的散發 (Phát Tán Mê Lực) 6. 倆心未變 (Hai Con Tim Không Thay Đổi) 7. 冰山大火 (Núi Băng Lửa Lớn) 8. 顛多一千晚 (1.000 Đêm Điên Loạn) 9. 喚回快樂的我 (Gơi Lại Niềm Vui Của Tôi) 10. 點都要愛 (Nơi Cần Có Tình Yêu) 11. 孤身走我路 (Con Đường Này Chỉ Mình Tôi Đi) |
| 1986 | 妖女 (Yêu Nữ)                         | List 1. 妖女 (Yêu Nữ) 2. 來來星層港 (Tương Lai Như Dòng Sông Sao) 3. 痴痴愛一次 (Một Lần Si Tình) 4. Crazy Love 5. 征服他 (Chinh Phục Anh Ấy) 6. 將冰山劈開 (Phá Tan Núi Băng) 7. 愛將 (Ái Tướng) 8. 緋聞中的女人 (Người Phụ Nữ Tai Tiếng) 9. 某一天 (Một Ngày Nào Đó) 10. 唯一伴侶 (Duy Chỉ Một Người) |
| 1987 | 似火探戈 (Điệu Tango nóng bỏng)       | List 1. 序曲 - 將我送給你 (Bài tựa - Em sẽ trao cho anh) 2. Oh No! Oh Yes! 3. 百變 (Bách biến) 4. 心魔 (Tâm ma) 5. 無淚之女 (Người phụ nữ không còn nước mắt) 6. 黑色婚紗 (Áo cưới màu đen) 7. 似火探戈 (Điệu Tango nóng bỏng) 8. 裝飾的眼淚 (Nước mắt của trang sức) 9. 放鬆 (Phóng thích) 10. 反覆的愛 (Phản bội tình yêu) 11. 珍惜再會時 (Trân trọng khi gặp lại) 12. 妄想 (Vọng Tưởng) |
| 1987 | 烈焰紅唇 (Liệt Diệm Hồng Thần)        | List 1. 烈焰紅唇 (Liệt Diệm Hồng Thần) 2. 傷心教堂 (Thánh Đường Buồn) 3. 她的前半生 (Nữa Cuộc Đời Trước Của Cô Ấy) 4. 魅力在天橋 (Sức Hấp Dẫn Nơi Cầu Vòng) 5. 孤單 (Cô Đơn) 6. 暫停厭倦 (Tạm Dừng Sự Mệt Mỏi) 7. 回復真我 (Trở Về Với Chính Mình) 8. 假如我是男人 (Giả Như Tôi Là Đàn Ông) 9. 我肯 (Em Bằng Lòng) 10. 尋愛 (Tìm Kiếm Tình Yêu) 11. 胭脂扣 (Yên Chi Khâu) 12. 最後一次 (Một Lần Cuối Cùng) |
| 1988 | 夢裡共醉 (Trong Mộng Cùng Say)        | List 1. 夢裡共醉 (Trong Mộng Cùng Say) 2. Stand By Me 3. 愛你, 想你 (Yêu Anh, Nhớ Anh) 4. 無人願愛我 (Không Ai Muốn Yêu Tôi) 5. 豪門怨 (Hận Hào Môn) 6. 不如不見 (Hay Là Đừng Gặp) 7. We'll Be Together 8. 心肝寶貝 (Tâm Can Bảo Bối) 9. 熱溶你與我 (Nồng Ấm Làm Tan Cả Anh Và Em) 10. 玫瑰, 玫瑰, 我愛你 (Hoa Hồng, Hoa Hồng, Em Yêu Anh) 11. 富貴浮雲 (Phú Quý Như Mây Trôi) |
| 1989 | 淑女 (Thục Nữ)                        | List 1. 淑女 (Thục Nữ) 2. 傲慢 (Ngạo Mạn) 3. 幾多個幾多 (Bao Nhiêu Lại Bao Nhiêu) 4. 轉走舊時夢 (Bỏ Lại Mộng Thời Xưa) 5. 朝朝暮暮 (Sáng Sáng Tối Tối) 6. 黑夜的豹 (Con Báo Trong Đêm) 7. 曾被我擁有 (Tôi Đã Từng Sở Hữu) 8. 戀愛 Part-Time (Tình yêu Part-time) 9. 一舞傾情 (Nhất Vũ Khuynh Tình) 10. 今夜只因你 (Đêm Nay Chỉ Cần Anh) |
| 1989 | In Brazil                             | List 1. 夏日戀人 (Người Yêu Mùa Hè) 2. 願今宵一起醉死 (Nguyện Đêm Nay Cùng Say Bên Nhau) 3. 火紅色人生 (Đời Người Như Sắc Lửa Rực Đỏ) 4. 天生一對 (Trời Sinh 1 Đôi) 5. 我未失方向 (Tôi Không Mất Phương Hướng) 6. 愛我便說愛我吧 (Yêu Em Thì Phải Nói Là Yêu Em Chứ) 7. 夕陽之歌 (Tịch Dương Chi Ca) 8. 失落嘉年華 (Đánh Mất Những Năm Tháng Hạnh Phúc) 9. 消失的腳印 (Mất Hết Những Dấu Chân) 10. 各走各路 (Đường Ai Nấy Đi) 11. 第四十夜 (Đêm Thứ 40) |
| 1991 | 慾望野獸街 (Thèm muốn được sa đoạ)    | List 1. 慾望野獸街 (Thèm muốn được sa đoạ) 2. 夢姬 (Mộng Cơ) 3. 幾多 (Bao Nhiêu) 4. 真我人 (Con người Thật Của Tôi) 5. 夜貓夫人 (Dạ Miêu Phu Nhân) 6. 教父的女人 (Cô đào của bố già) 7. FAITHFULLY 8. 辟啪碰 (Đụng Ầm Ầm) 9. 愛殺 (Ái Sát (Yêu Sự Phá Hoại)) 10. 隨緣尋伴侶 (Tùy Duyên Tìm Người Tình) |
| 1994 | 是這樣的 (Chuyện Là Như Vậy)          | List 1. 情歸何處 (Tình Quay Về Đâu) 2. 感激 (Cảm Kích) 3. 請你快回來 (Mong Anh Mau Trở Lại) 4. 愛是個傳奇 (Tình Yêu Là Một Truyền Thuyết) 5. 悲情城市 (Thành phố Tình Buồn) 6. 如夜 (Như Đêm) 7. 蝶舞 (Điệp Vũ (Điệu Múa Bươm Bướm)) 8. 愛情來了報佳音 (Tình Yêu Mang Theo Điều Tốt Đẹp) 9. 是這樣的 (Chuyện Là Như Vậy) 10. 朦朧夜雨裡 (Trong Đêm Mưa Mông Lung) |
| 1995 | 歌之女 (Ca Chi Nữ)                    | List 1. 愛我的只有我 (Yêu Em Thì Chỉ Có Em) 2. 愛是沒餘地 (Yêu Là Không Còn Chỗ Trống) 3. BIG BAD GIRL 4. 相逢一笑 (Nụ cười Gặp nhau) 5. 明天當我想起你 (Ngày Mai Khi Em Nhớ Đến Anh) 6. 心全蝕 (Con Tim Hao Mòn) 7. 愛情甜蜜債 (Nợ Tình Yêu Ngọt Ngào) 8. 得不到怎麼好 (Không Được Làm Sao Tốt) 9. 歌之女 (Ca Chi Nữ) |
| 1997 | 鏡花水月 (Kính Hoa Thủy Nguyệt)       | List 1. 火鳳凰之舞 (Vũ Điệu Của Phượng Hoàng Lửa) 2. 愛的感覺 (Cảm Giác Của Tình Yêu) 3. 鏡花水月 (Kính Hoa Thủy Nguyệt) 4. 為甚麼是你 (Tại Sao Lại Là Anh) 5. 甚麼都有的女人 (Vì sao Lại Có Phụ Nữ) 6. 夜蛇 (Rắn Đêm) 7. 第六個星期 (Kì Hẹn Thứ Bảy) 8. 有心人 (Người Có Lòng) 9. 抱緊眼前人 (Giữ Chặt Người Trước Mắt) 10. 鏡花水月 (Kính Hoa Thủy Nguyệt) Reprise 11. GOODNIGHT |
| 1988 | 變奏 (Biến Tấu)                       | List 1. 你留我在此 (Anh Để Em Lại Đây) 2. 懷舊 (Nhớ Lại Chuyện Cũ) 3. 相思河畔 (Bờ Sông Tương Tư) 4. 東山飄雨西山晴 (Núi Đông Mưa Bay Núi Tây Trời Đẹp) 5. 檳城艷 (Tân Thành Diễm) 6. 一水隔天涯/變 (Dòng Nước Chảy Qua Đường Chân Trời / Biến) 7. 梭羅河之戀 (Bengawan Solo) 8. 今天我非常寂寞 (Hôm Nay Em Rất Cô Đơn) 9. 榴槤飄香 (Mùi Hương Quả Sầu Riêng) 10. 她比煙花寂寞 (Cô Ấy Nói Pháo Hoa Tẻ Nhạt) |
| 1999 | Larger Than Life                      | List 1. 不快不吐 (Không Nói Thì Không Vui) 2. 艷舞台 (Diễm Vũ Đài (Sân khấu Sắc Màu)) 3. 電話謀殺案 (Án Mạng Qua Điện Thoại) 4. 同窗會 (Đồng Song Hội (Cùng Chung Cách Nhìn)) 5. 女人煩 (Nỗi Lo Người Phụ Nữ) 6. 反翻版 (Phản Phiên Bản) 7. 無名氏 (Người Vô Danh) 8. 想不起來 (Không Muốn Đứng Lên) 9. 悠然自得 (Nhởn Nhơ Tự Đắc) 10. 比生命更大 (Lớn Hơn Cả Sinh Mệnh) |
| 2000 | I'm So Happy                          | List 1. 童夢失魂夜 (Đêm Đồng Mộng Lạc Hồn) 2. 我很快樂 (Tôi Rất Vui Vẻ) 3. 笑 (Cười) 4. 同聲一哭 (Cùng Một Tiếng Khóc) 5. 繼章一 (Đoạn Chương 1) 6. 美女與怪獸 (Người Đẹp Và Quái Thú) 7. 愛的教育 (Dạy Cách Để Yêu) 8. 陰差陽錯 (Âm Dương Sai Thác) 9. 全日凶 (Toàn Ngày Xấu) 10. 床呀！床 (Cái Giường) 11. 由十七歲開始 (Do Tuổi 17 Bắt Đầu) 12. 繼章二 (Đoạn Chương 2) |
| 2002 | With                                  | List 1. 芳華絕代 (Phương Hoa Tuyệt Đại (với Trương Quốc Vinh)) 2. 約會 (Hẹn hò (với Hoàng Diệu Minh)) 3. 花生騷 (Hoa Nở Muộn (với Vương Phi)) 4. 相愛很難 (Yêu Nhau Rất Khó (với Trương Học Hữu)) 5. 兩個女人 (Hai Người Phụ Nữ (với Lâm Ức Liên)) 6. 彈彈琴跳跳舞 (Gảy Đàn Khiêu Vũ (với Lưu Đức Hoa)) 7. 娃夏娃夏 (Búp Bê Mùa Hè (với Trần Tuệ Lâm)) 8. 路人甲乙 (Ất Giáp Đời Người (với Đàm Vĩnh Luân)) 9. 單身女人 (Nữ nhân cô độc (với Trịnh Tú Văn)) 10. 兩粒糖 (Hai Viên Đường (với Tô Vĩnh Khang)) 11. 先慌夜談 (Trước Đêm Nói Dối (với Hứa Chí An)) 12. 芳華絕代 Remix (Phương Hoa Tuyệt Đại - Remix (với Trương Quốc Vinh)) |

### Album tiếng Phổ thông
| Năm  | Tên album                                | Danh sách bài hát |
| ---- | ---------------------------------------- | --- |
| 1985 | 蔓珠莎華 (Mạn Chu Sa Hoa)                | List 1. 夢伴 (Mộng Bạn (Người Tình Cùng Mơ) - Phổ Thông) 2. 蔓珠莎華 (Mạn Chu Sa Hoa - Phổ Thông) 3. 壞女孩 (Cô Gái Hư - Quảng Đông) 4. 歌衫淚影 (Bóng Lệ Đằng Sau Vũ Y - Phổ Thông) 5. 不了情 (Tình Miên Man - Phổ Thông) 6. 人在風裡 (Người Nơi Xứ Gió - Phổ Thông) 7. 一千個夜晚 (1.000 Đêm Tối - Phổ Thông) 8. 孤身走我路 (Con Đường Này Chỉ Mình Tôi Đi - Quảng Đông) 9. 喚回快樂的我 (Gọi Lại Niềm Vui Sướng - Phổ Thông) 10. 冰山大火 (Núi Băng Lửa Lớn - Quảng Đông) 11. 愛沒有罪 (Yêu Không Có Tội - Phổ Thông) 12. 夢伴 (Mộng Bạn (Người Tình Cùng Mơ) - Quảng Đông) |
| 1987 | 烈焰紅唇 (Liệt Diệm Hồng Thần)           | List 1. 胭脂扣 (Yên Chi Khâu - Phổ Thông) 2. 兩個愛 (Hai Loại Tình Yêu - Phổ Thông) 3. 何必在意 (Hà Tất Còn Ý Nghĩ - Phổ Thông) 4. 走上寂寞路 (Rảo Bước Trên Con Đường Cô Đơn - Phổ Thông) 5. 似水流年 (Tựa Thủy Lưu Niên - Quảng Đông (Hòa âm khác)) 6. 烈焰紅唇 (Liệt Diệm Hồng Thần - Phổ Thông) 7. 獨對夜色 (Một Mình Với Màn Đêm - Phổ Thông) 8. 冷漠的理由 (Lý Do Lạnh Lùng - Phổ Thông) 9. 小樓風雨 (Quán Trọ Gió Mưa - Phổ Thông) 10. 冬眠的愛情 (Tình Yêu Ngủ Đông - Phổ Thông)                                                                                       |
| 1991 | 親密愛人 (Người Yêu Thân Mật)            | List 1. BABY DON'T GO - Phổ Thông 2. 親密愛人 (Người Yêu Thân Mật - Phổ Thông) 3. 找愛的人 (Người Mà Tôi Yêu - Phổ Thông) 4. 珍愛真愛 (Trân Trọng Tình Yêu Chân Thật - Phổ Thông) 5. 難怪憂傷 (Khó Trách Buồn Thương - Phổ Thông) 6. MINI 貓 (Mèo Mini - Phổ Thông) 7. 一舞傾心 (Nhất Vũ Khuynh Tâm - Phổ Thông) 8. 很難再說 (Khó Mà Nói Lại - Phổ Thông) 9. 心仍是冷 I (Lòng Vẫn Thấy Lạnh I - Quảng Đông) 10. 心仍是冷 II (Lòng Vẫn Thấy Lạnh II - Phổ Thông) 11. 親密愛人 - 鋼琴版 (Người Yêu Thân Mật - Phổ Thông (Hòa Âm Dương Cầm))                                      |
| 1994 | 小心 (Cẩn Thận)                          | List 1. 落葉不歸根 (Lá Rụng Không Về Cội) 2. 只羡鴛鴦不羡仙 (Chỉ Ngưỡng Mộ Uyên Ương Không Làm Tiên) 3. 醉矇矓 (Say Miên Man) 4. 情歸何處 (Tình Quay Về Đâu) 5. 再陪你一晚 (Lại Một Đêm Bên Anh) 6. 放開你的頭腦 (Thả Lỏng Bản Thân) 7. 大家都要快樂 (Mọi Người Điều Cần Tình Yêu) 8. 天使的魔鬼 (Thiên Sứ Yêu Ma Thuật) 9. 蝶舞 (Điệp Vũ) 10. 小心 (Cẩn Thận) |
| 1997 | 女人花 (Nữ Nhân Hoa)                     | List 1. 女人花 (Nữ Nhân Hoa) 2. 一生愛你千百回 (Một đời yêu anh trăm ngàn lần) 3. 月光 (上弦月版) (Ánh Trăng (Bản trăng đầu tháng)) 4. 到明天再做好女人 (Đến Mai Lại Làm Người Phụ Nữ Tốt) 5. 上火 (Nổi Giận) 6. 我是多麼值得愛 (Tôi Xứng Đáng Có Được Tình Yêu) 7. 相愛 (Tương ái) 8. 受不了沒有愛情 (Không Thể Chấp Nhận Không Có Tình Yêu) 9. 愈愛愈無求 (Càng Yêu Càng Chẳng Cầu Chi) 10. 月光 (下弦月版) (Ánh trăng (Bản trăng cuối tháng)) |
| 1998 | 床前明月光 (Ánh Trăng Sáng Trước Giường) | List 1. 床前明月光 (Ánh Trăng Sáng Trước Giường) 2. 女兒紅 (Nữ Nhi Hồng) 3. 想得開 (Chủ nghĩa Lạc Quan) 4. 挑剔 (Soi Mói) 5. 我看著寂寞長大 (Thấu Hiểu Sự Cô Đơn Khi Tôi Trưởng Thành) 6. 眼中釘 (Cái gai trong mắt) 7. 愛上狼的羊 (Lang Thang Không Mục Đích) 8. 飄零 (Phiêu Linh) 9. 東西 (Mọi Vật) 10. 空城 (Thành Trì Trống Rỗng) |
| 1999 | 沒話說 (Không Có Gì Để Nói)              | List 1. 長藤掛銅鈴 (Roi Mây Treo Trên Chuông Đồng) 2. 大江東去 (Đại Giang Đông Khứ) 3. 癡癡地等 (Si Tâm Đợi chờ) 4. 今宵多珍重 (Trân Trọng Đêm Nay) 5. 你把我灌醉 (Anh Giúp Em Rót Rượu) 6. 沙灘 (Bãi Cát) 7. 用心良苦 (Dụng Tâm Lương Khổ) 8. 下輩子別再做女人 (Kiếp Sau Đừng Làm Phụ Nữ) 9. 感情包袱 (Gánh Nặng Tình Cảm) 10. 昨天你去哪啊 (Hôm Qua Anh Đi Đâu Thế) |

### Album tuyển tập
1. The Legend Of The Pop Queen (I, II) (1992)
2. Tình Ảo Một Đời (情幻一生) (1993)
3. Biến (變) (1993)
4. Hoàng Giả Chi Phụng (皇者之風) (1993)
5. Cuộc Đời Như Vở Kịch (戲劇人生) (1993)
6. Tình Ca I (情歌)
7. Tình Ca II (情歌2)
8. 眾裡尋芳45首 (2001)
9. Ký Ức về Mai (梅·忆录) (2004)
10. Mai Diễm Phương mãi mãi (永遠... 的梅艷芳) (2004)
11. Faithfully (2008)
12. 追憶似水芳華 (2013)

## Liveshow / concert cá nhân
- Hiển Quang Hoa đại nhạc hội (NEC梅艷芳盡顯光華, 1985-86) (15 đêm)
  - Tại Hồng Kông
  - Tại Mĩ, Canada (6 đêm)
  - Tại châu Úc (4 đêm)
  - Tại châu Âu (vài đêm)
  - Tại Singapore (7 đêm)
  - Tại Malaysia (7 đêm)
  - Tại Đài Loan (3 đêm)
  - Tại Singapore (1987, 4 đêm)
- Tái Triển Quang Hoa đại nhạc hội (百變梅艷芳再展光華, 1987-88) (28 đêm)
  - Tại Hồng Kông (1987)
  - Tại Singapore (1988, 7 đêm)
  - Tại Malaysia (Cát Phong Ba) (1 đêm - ngày 5 tháng 3 năm 1988)
  - Tại Ma Cao (1988, 3 đêm)
  - Tại Đài Loan (Nhà Thể thao Đài Bắc) (2 đêm - ngày 28, 29 tháng 5 năm 1988)
  - Tại châu Úc (1988, 3 đêm)
- Thế giới Xoay Chuyển đại nhạc hội (世界巡迴演唱會, 1989)
  - Tại Malaysia:
    - Cát Phong Ba (1 đêm - ngày 16 tháng 9)
    - Nhà Thể thao Nội Thất Quốc gia (1 đêm - ngày 17 tháng 9)
    - Nhà Thể thao Thành Thị (1 đêm - ngày 19 tháng 9)
    - Bảo Di (sân vận động Phích Lịch Châu) (1 đêm - ngày 21 tháng 9)
    - Nhu Phật Châu (Sân vận động Lạp Khánh) (1 đêm - ngày 23 tháng 9)

  - Tại Quảng Châu - Trung Quốc (Sân vận động Thiên Hà) (5 đêm)
  - Tại châu Âu (khoảng 4 đêm)
  - Tại Mĩ (Atlantic City, San Francisco) (6 đêm)
  - Tại Canada (Vancouver, Toronto) (4 đêm)
- Đại nhạc hội Người Yêu Thân Mật tại Đài Loan (1990) (1 đêm)
- Đại nhạc hội Hạ Nhật Huy Quang Hoa (夏日耀光華演唱會, 1990-91) (30 đêm)
  - Tại Quảng Đông - Trung Quốc (Phật Sơn) (2 đêm - ngày 21, 22 tháng 1)
  - Tại Mĩ (TP. Atlantic, Seattle, Oakland) (6 đêm)
  - Tại Canada
    - Toronto (1 đêm - ngày 26 tháng 4)
    - Vancouver (2 đêm)

  - Tại Pháp (Nhà hát kịch Đại Thiên Đỉnh Bale) (1 đêm - ngày 1 tháng 6)
  - Hội âm nhạc Hí Thượng Chân Ngã tại Hồng Kông (1 đêm - tháng 6)
  - Tại Hà Lan (1 đêm)
  - Tại Anh (London) (1 đêm)
  - Tại Đức (Frankfurt) (1 đêm)
- Đại nhạc hội Bách Biến Mai Diễm Phương Cáo Biệt Vũ Đài (百變梅艷芳告別舞台演唱會, 1991) (30 đêm)
  - Tại Đài Loan (Đài Bắc, Cao Hùng) (3 đêm - ngày 6, 7, 8 tháng 6)
  - Tại châu Úc (3 đêm)
  - Tại Singapore (Sân Thể thao Quốc gia) (2 đêm - ngày 5,6 tháng 7)
  - Tại Hồng Kông (30 đêm - tháng 12)

1993
- - Tại Canada (Toronto) (1993, 2 đêm - ngày 22, 23 tháng 10)
  - Tại Mỹ (Las Vegas) (1993, 1 đêm)

1994
- - Tại Ma Cao (1994, 3 đêm)
- Bách Biến Mai Diễm Phương (đại nhạc hội Một Chuyến Trở Về Tuyệt Đẹp, 1995-96)
  - Tại Hồng Kông (1995, 15 đêm)
  - Tại Quảng Châu - Trung Quốc (Nhà Thể thao Thiên Hà) (1995, 5 đêm)
  - Tại Trung Quốc (Trung Sơn, Phiên Ngu, Phật Sơn) (1995, 7 đêm)
  - Tại Singapore (1995, 1 đêm)
  - Tại Đài Loan (1996, vài đêm)
- Thật Lòng Yêu Mến Ý Nghĩa Sinh Mệnh đại nhạc hội (1995)
  - Tại Đài Loan (Nhà Kỉ Niệm của Đài Bắc) (2 đêm - ngày 25, 26 tháng 8)

1998
- Tại Mĩ
  - Los Angeles (1 đêm)
  - Atlantic (2 đêm)
- Tại Malaysia (Vân Đỉnh) (2 đêm)
- Tại Đài Loan (Nhiều đêm)
- Đại nhạc hội 1999 tại Hồng Kông (7 đêm - từ 30/4 đến 6/5)
- Đại nhạc hội Thế giới Xoay Chuyển 1999 tại Đài Loan
  - Sân vận động Lập Trung Sơn (1 đêm - ngày 20 tháng 8)
  - Sân thể thao Đài trung thị lập (1 đêm - ngày 22 tháng 8)
- Kéo Dài Sang Trang đại nhạc hội (4 đêm - từ ngày 9 đến 12 tháng 9)
- Đại nhạc hội Diễm Vũ Đài tại Mĩ (Atlantic) (2 đêm - ngày 25, 26 tháng 12)
- Đại nhạc hội Rồng 2000 tại Mĩ
  - Las Vegas (1 đêm - ngày 5 tháng 2)
  - Reno (1 đêm - ngày 12 tháng 2)
- Mui Music Show tại Hồng Kông (1 đêm - ngày 9 tháng 12 năm 2001)
- Cực Mộng Hoan đại nhạc hội (梅艷芳極夢幻演唱會 2002)
  - Tại Hồng Kông (10 đêm - từ ngày 28/3 đến 6/4)
  - Tại Malaysia (Vân Đỉnh) (2 đêm - ngày 17, 18 tháng 5)
  - Tại Canada (1 đêm - ngày 11 tháng 6)
  - Tại Mĩ (Atlantic, Oakland) (3 đêm - ngày 16, 17, 23 tháng 6)
  - Tại Úc (Sydney) (1 đêm - ngày 10 tháng 8)
  - Tại Singapore (1 đêm - ngày 16 tháng 8)
  - Tại Trung Quốc (Thượng Hải) (1 đêm - ngày 12 tháng 10)
- Bách Biến Mai Diễm Phương - đại nhạc hội Kinh Điển Kim Khúc (Anita Classic Moment Live 2003) (8 đêm)

## Phim điện ảnh
| Năm  | Tựa tiếng Việt                            | Tựa tiếng Anh                  | Tựa tiếng Hoa       | Các diễn viên khác                                    | Đạo diễn                                               | Giải thưởng |
| ---- | ----------------------------------------- | ------------------------------ | ------------------- | ----------------------------------------------------- | ------------------------------------------------------ | --- |
| 1983 | Điên Cuồng                                | Mad Mad 83                     | 瘋狂83              | Lương Triều Vĩ, Miêu Kiều Vĩ, Ông Mỹ Linh             | Sở Nguyên                                              | |
| 1983 | Sai Lầm 7 Ngày Tình                       | Let's Make Laugh               | 表錯七日情          | Chung Chấn Đào, Diệp Đồng                             | Trương Kiến Đình                                       | |
| 1984 | Duyên Phận                                | Behind The Yellow Line         | 緣份                | Trương Quốc Vinh, Trương Mạn Ngọc                     | Huỳnh Thái Lai                                         | Nữ diễn viên phụ xuất sắc nhất Liên hoan phim Kim Tượng HK lần 4 |
| 1985 | Ca Vũ Thăng Bình                          | The Musical Singer             | 歌舞昇平            | La Tố                                                 | Dư Nguyên Kháng                                        | |
| 1985 | Chúc Bạn Gặp May                          | Lucky Diamond                  | 祝你好運            | Vạn Tử Lương                                          | Viên Tường Nhân                                        | |
| 1985 | Cảnh Sát Trẻ                              | Young Cops                     | 青春差館            | Lương Triều Vĩ, Lữ Phương, Tăng Hoa Thiên             | Khâu Gia Hùng                                          | |
| 1986 | Hạnh Phúc Tràn Đầy                        | Happy Ding Dong                | 歡樂叮噹            | Hứa Quán Văn, Chung Sở Hồng                           | Hứa Quán Văn                                           | |
| 1986 | Thần Thám Sô Cô La                        | Chocolate Inspector            | 神探朱古力          | Hứa Quán Văn, Hồ Huệ Trung                            | Trần Hân Kiện                                          | |
| 1986 | Cô Gái Hư                                 | Why, Why, Tell Me Why          | 壞女孩              | La Tố                                                 | Tiêu Gia Vinh                                          | |
| 1986 | Ngẫu Nhiên                                | Last Song in Paris             | 偶然                | Trương Quốc Vinh, Diệp Đồng, Vương Tổ Hiền            | Sở Nguyên                                              | |
| 1986 | Đội hai người giết vợ                     | 100 Ways To Murder Your Wife   | 殺妻二人組          | Châu Nhuận Phát, Chung Chấn Đào, Vương Tổ Hiền        | Chung Chấn Đào                                         | |
| 1987 | Kháng Cự Đến Cùng                         | Scared Stiff                   | 小生夢驚魂          | Tăng Chí Vĩ, Miêu Kiều Vĩ                             | Lưu Gia Vinh                                           | |
| 1987 | Khai Tâm Vật Ngữ                          | Troubling Couples              | 開心物語            | Tăng Chí Vĩ, nhóm Thảo Mãnh                           | Tăng Chí Vĩ                                            | |
| 1987 | Một Nhà Hai Vợ                            | Happy Bigamist                 | 一屋兩妻            | Trần Hữu, Chung Chấn Đào                              | Trần Hữu                                               | |
| 1988 | Yên Chi Khấu                              | Rouge                          | 胭脂扣              | Trương Quốc Vinh, Vạn Tử Lương                        | Quan Cẩm Bằng                                          | Nữ diễn viên chính xuất sắc nhất Liên hoan phim Kim Tượng HK lần 8 Nữ diễn viên chính xuất sắc nhất Liên hoan phim Kim Mã Đài Loan lần thứ 23 Nữ diễn viên chính xuất sắc nhất Liên hoan phim Kim Long lần 1 Nữ diễn viên chính xuất sắc nhất Liên hoan phim châu Á |
| 1988 | 1 Vợ 2 Chồng                              | One Husband too Many           | 一妻兩夫            | Trần Hữu, Chung Chấn Đào, Diệp Đồng                   | Trần Hữu                                               | |
| 1988 | Công Tử Đa Tình                           | The Greatest Lover             | 公子多情            | Châu Nhuận Phát                                       | Thôi Diệu Lương                                        | |
| 1988 | Quỷ Tâm Đen                               | Three Wishes                   | 黑心鬼              | Trần Hữu, Mạc Thiếu Thông, Diệp Đức Nhàn              | Trần Hội Nghệ                                          | |
| 1989 | Kì Tích                                   | Miracles                       | 奇蹟                | Thành Long                                            | Thành Long                                             | |
| 1989 | Anh Hùng Bản Sắc 3 - Tịch Dương Chi Ca    | A Better Tomorrow 3            | 英雄本色3:夕陽之歌  | Châu Nhuận Phát, Lương Gia Huy                        | Từ Khắc                                                | |
| 1990 | Xuyên Đảo Phương Tử                       | Kawashima Yoshiko              | 川島芳子            | Lưu Đức Hoa, Nhĩ Đông Thăng                           | Phương Lệnh Chính                                      | |
| 1990 | Truy Tìm Mật Mã                           | The Fortune Code               | 富貴兵團            | Lưu Đức Hoa, Hồng Kim Bảo, Đàm Vịnh Lân               | Trịnh Tắc Sĩ                                           | |
| 1990 | Loạn Thế Nhi Nữ                           | Shanghai Shanghai              | 亂世兒女            | Lâm Tử Tường, Nguyên Bưu, Hồng Kim Bảo                | Teddy Robin                                            | |
| 1991 | Nữ Cờ Bạc Bịp / Đỗ Bá                     | The Top Bet                    | 賭霸                | Trịnh Du Linh, Ngô Mạnh Đạt, Chung Chấn Đào           | Lưu Chấn Vĩ                                            | |
| 1991 | Ngày Nào Chàng Trở Lại                    | Till We Meet Again             | 何日君再來          | Lương Gia Huy                                         | Âu Đinh Bình                                           | |
| 1991 | Hào môn dạ yến                            | The Banquet                    | 豪門夜宴            | Tập hợp những ngôi sao sáng giá nhất điện ảnh Hoa ngữ | Từ Khắc, Cao Chí Sâm, Trương Kiến Đình, Trương Đồng Tổ | |
| 1991 | Tân Thần điêu hiệp lữ                     | Saviour Of The Soul '91        | 神鵰俠侶            | Lưu Đức Hoa, Quách Phú Thành                          | Nguyên Bưu, Lê Đại Vệ                                  | |
| 1992 | Thẩm Tử Quan                              | Justice, My Foot               | 審死官              | Châu Tinh Trì, Ngô Mạnh Đạt                           | Đỗ Kỳ Phong                                            | |
| 1992 | Truyền thuyết Chiến Thần                  | Moon Warriors                  | 戰神傳說            | Lưu Đức Hoa, Chung Chấn Đào, Trương Mạn Ngọc          | Hồng Kim Bảo                                           | |
| 1993 | Trường Học Uy Long 3                      | Fight Back to School 3         | 逃學威龍3之龍過雞年 | Châu Tinh Trì                                         | Vương Tinh                                             | |
| 1993 | Đông Phương Tam Hiệp                      | The Heroic Trio                | 東方三俠            | Dương Tử Quỳnh, Trương Mạn Ngọc, Lưu Tùng Nhân        | Đỗ Kỳ Phong                                            | |
| 1993 | Kiến Nghĩa Hào Hiệp Truyện                | Executioners                   | 現代豪俠傳          | Dương Tử Quỳnh, Trương Mạn Ngọc, Lưu Tùng Nhân        | Đỗ Kỳ Phong                                            | |
| 1993 | Tế Công                                   | Mad Monk                       | 濟公                | Châu Tinh Trì, Trương Mạn Ngọc                        | Đỗ Kỳ Phong                                            | |
| 1993 | Tân Tiên Hạc Thần Châm                    | The Magic Crane                | 新仙鶴神針          | Lương Triều Vĩ, Quan Chi Lâm                          | Trần Mục Đằng                                          | |
| 1994 | Túy Quyền 2                               | Drunken Master 2               | 醉拳2               | Thành Long                                            | Lưu Gia Lương                                          | |
| 1995 | Khu Vực Náo Loạn                          | Rumble in the Bronx            | 紅番區              | Thành Long                                            | Đường Quý Lễ                                           | |
| 1995 | Lá Thư Cho Cha                            | My Father is a Hero            | 給爸爸的信          | Lý Liên Kiệt                                          | Nguyên Bưu                                             | |
| 1996 | Kim Chi Ngọc Diệp 2 / Lá Ngọc Cành Vàng 2 | Who's the Woman, Who's the Man | 金枝玉葉 2          | Trương Quốc Vinh, Viên Vịnh Nghi                      | Trần Khả Tân                                           | |
| 1996 |                                           | Twinkle Twinkle                | 運財智叻星          | Trần Bách Tường, Viên Vịnh Nghi                       |                                                        | |
| 1997 | Bán Sinh Duyên                            | Eighteen Springs               | 半生緣              | Lê Minh, Ngô Thanh Liên                               | Hứa An Hoa                                             | Nữ diễn viên phụ xuất sắc nhất Liên hoan phim Kim Tượng HK lần thứ17 Nữ diễn viên phụ xuất sắc nhất Liên hoan phim Kim Tử Kinh lần thứ 3 |
| 2000 | Yên Phi Yên Diệt                          | From Ashes to Ashes            | 煙飛煙滅            | Trương Quốc Vinh, Mạc Văn Uý, Vương Lực Hoành         | Trương Quốc Vinh                                       | |
| 2001 | Ái Quân Như Mộng                          | Dance of a Dream               | 愛君如夢            | Lưu Đức Hoa, Ngô Quân Như, Trần Quán Hy               | Lưu Vĩ Cường                                           | |
| 2001 | Chung Vô Diệm                             | Wu Yen                         | 鍾無艷              | Trịnh Tú Văn, Trương Bá Chi                           | Đỗ Kỳ Phong, Vi Gia Huy                                | |
| 2001 | Hoảng Tâm Giả Kì / Chuyến Du Đáng Sợ      | Midnight Fly                   | 慌心假期            | Junna Risa, Nhậm Đạt Hoa                              | Trương Chi Lương                                       | |
| 2001 | Nam Ca Nữ Xướng                           | Let's Sing Along               | 男歌女唱            | Huỳnh Tử Hoa, Tiền Gia Lạc, Hứa Thiệu Hùng            | Trâu Khải Quang                                        | |
| 2002 | Nam Nhân 40 Tuổi                          | July Rhapsody                  | 男人四十            | Trương Học Hữu, Đàm Tuấn Ngạn                         | Hứa An Hoa                                             | Nữ diễn viên chính xuất sắc nhất Liên hoan phim Trường Châu Trung Quốc (2004) |

## Bài hát nổi tiếng
1984
- Duyên phận (song ca với Trương Quốc Vinh - nhạc phim điện ảnh "Duyên Phận")

1985
- Ý thu theo dòng nước chảy (nhạc phim truyền hình "Ma Nữ Vui Vẻ")
- Em và anh, người ấy và em (nhạc phim truyền hình "Tấn Công")
- Không biết làm sao chia li (nhạc phim điện ảnh "Ca Vũ Thăng Bình")
- Hướng đến một ngày mới (song ca với Lý Trung Hạo - nhạc phim điện ảnh "Ca Vũ Thăng Bình")

1986
- Kiếm tại giang hồ (song ca với Lương Triều Vĩ - nhạc phim truyền hình "Ỷ Thiên Đồ Long Ký")
- Núi sâu vọng xướng theo tiếng ca của tôi (song ca với Lương Triều Vĩ - nhạc phim truyền hình "Ỷ Thiên Đồ Long Ký")
- Tâm trôi xa theo dòng nước chảy (song ca với Lương Triều Vĩ - nhạc phim truyền hình "Ỷ Thiên Đồ Long Ký")
- Pháp sư ma thuật (nhạc phim điện ảnh "Lớn Nhỏ Không Tốt")
- Đoạn dây múa rối (nhạc phim truyền hình "Người Dân Chuyển Đi Vì Cớ Gì")
- Trong tim đã có chút thật lòng (nhạc phim truyền hình "Khu Nhà Lớn")
- Màu tím của tình yêu (nhạc phim điện ảnh "Ngẫu Nhiên")
- Fly away (nhạc phim điện ảnh "Hai Ngươi Có Tướng Giết Vợ")
- Yêu nhau nhiều lần (nhạc phim điện ảnh "Đinh Đang Vui Vẻ")

1987
- Nhân gian hữu tình (nhạc phim truyền hình "Nhân Gian Hữu Tình")
- Địa cầu cùng hợp ca (nhiều ngôi sao nổi tiếng cùng hợp ca)

1988
- Khó mà mơ hồ (nhạc phim điện ảnh)

1989
- Đêm Hương Cảng (nhạc phim điện ảnh "Kì tích")
- Ánh trăng nói hộ lòng em (nhạc phim điện ảnh)
- Miên man bất tận (song ca với Thành Long)
- Vì Tự Do (nhiều ngôi sao nổi tiếng cùng hợp ca)

1990
- Tình nồng như thật
- Gái quê tịch mịch (song ca với Đàm Diệu Văn)
- Anh là tội lỗi (Đàm Diệu Văn hát, Anita bộc bạch)
- Ánh sáng ngưng tụ mỗi phút

1991
- Trái tim mênh mông ngàn dặm
- Đến say nào (nhạc phim điện ảnh "Ngày Nào Chàng Trở Lại")
- Người yêu thân mật

1993
- Tân tiên hạc thần châm (nhạc phim điện ảnh "Tân Tiên Hạc Thần Châm")
- Người ấy không phải tôi

1994
- Một cơn gió trái mùa (nhạc phim truyền hình, phần "Thần Đồng Điện Tử")

1995
- Tâm Kinh

1996
- Chúng ta cũng khóc rồi
- Không uổng cuộc đời
- Xây dựng một thiên đường

1997
- Đừng nói tình yêu là khổ (song ca với Lưu Đức Hoa)
- Tôi yêu anh sáng của gió (song ca với Luân Vĩnh Lượng)

1998
- Bác sĩ IQ (nhạc phim "Bác sĩ IQ")
- Tình như cơn mưa

1999
- Tiểu thiên sứ (nhạc phim truyền hình "Một Chuyến Đi Nhiều Yêu Thương")
- Ánh trăng sáng trước sân (remix)
- Thành phố này hữu tình (nhiều ngôi sao nổi tiếng cùng hợp ca)
- Thiên hi thịnh thế (Thế giới an bình là ngàn niềm vui)

2000
- 123 người đầu gỗ (nhiều ngôi sao nổi tiếng cùng hợp ca)
- Bài hát ru của ánh trăng (nhạc phim điện ảnh "Yêu Quái Truyện")

2001
- Đợi (nhạc phim điện ảnh "Nam Ca Nữ Xướng")
- Hai cha con (nhạc phim điện ảnh "Ái Quân Như Mộng")

2000
- Nỗi khổ phụ nữ (song ca với Hứa Chí An)

2003
- Hùng tâm phi dương

## Giải thưởng cá nhân
1982

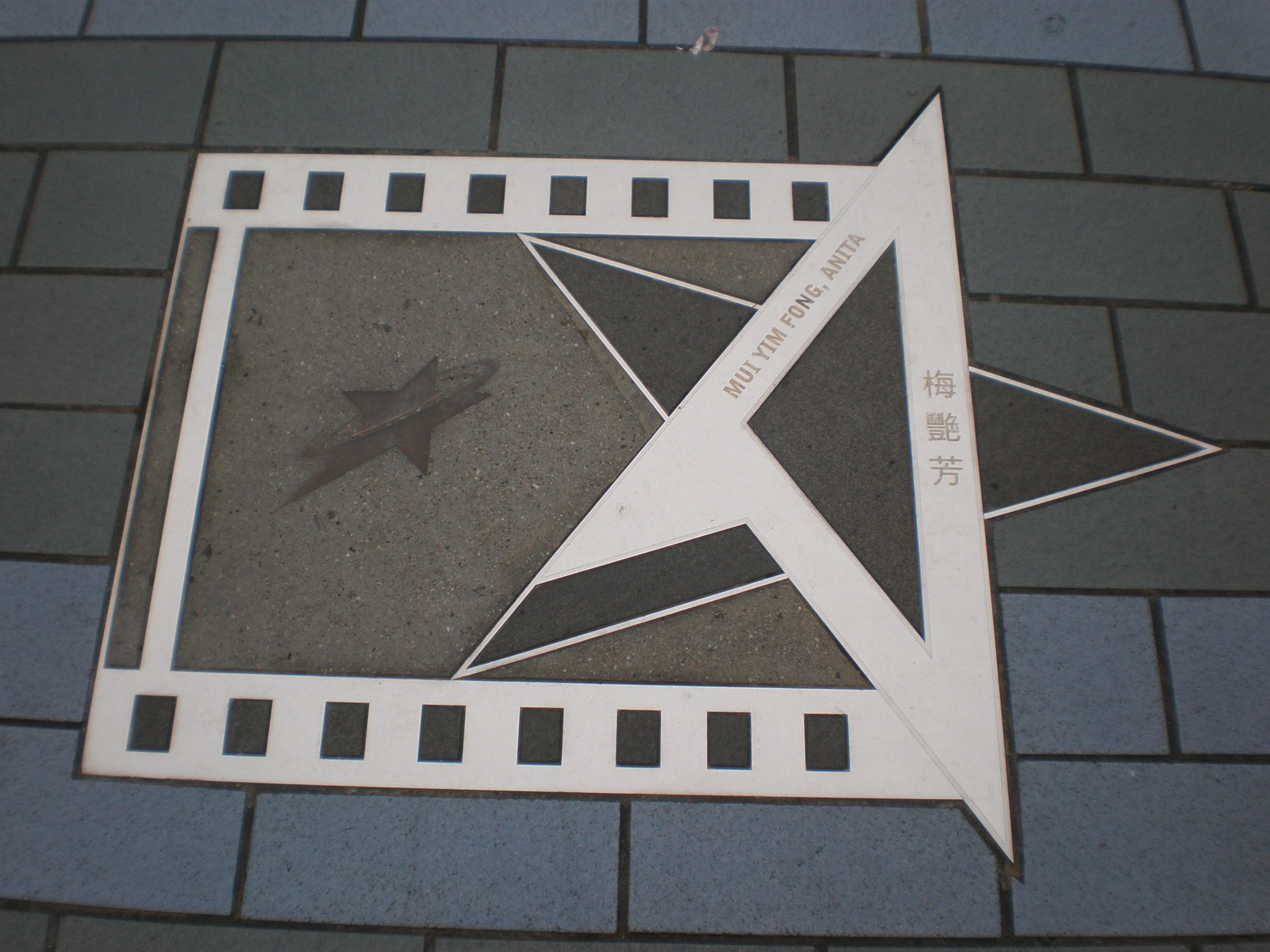
Ngôi sao của Mai Diễm Phương trên đại lộ Avenue of Stars tại Hong Kong

- Quán quân cuộc thi ca hát Tân Tú lần thứ nhất (với ca khúc "Mùa Của Gió")

1983
- Giải thưởng tại tiết mục âm nhạc Tokyo - Á Châu lần thứ 12
- Giải thưởng dành cho ca sĩ mới được tổ chức hàng năm tại HK - IFPI
- 10 ca khúc vàng Trung Hoa lần thứ 6, với ca khúc "Nghi Ngờ Sắc Hồng"
- 10 ca khúc vàng nổi tiếng, với ca khúc "Nghi Ngờ Sắc Hồng" và "Trao Trọn Con Tim"

1984
- 10 ca khúc vàng Trung Hoa lần thứ 7, với ca khúc "Tựa Thủy Lưu Niên"
- 10 ca khúc vàng nổi tiếng, với ca khúc "Tựa Thủy Lưu Niên"
- Bìa đĩa hát đẹp nhất: Album "Phi Điệu Vũ Đài"

1985
- Lễ trao giải điện ảnh - Kim Tượng (Hồng Kông) lần thứ 4, giải Nữ diễn viên phụ xuất sắc nhất (phim "Duyên Phận"
- 10 ca khúc vàng nổi tiếng, với ca khúc "Cô Gái Hư"
- 10 ca khúc vàng nổi tiếng, giải Nữ Ca Sĩ được yêu thích nhất
- 10 ca khúc vàng Trung Hoa lần thứ 8, với ca khúc "Mạn Chu Sa Hoa"
- Thương Đài, giải Nữ nghệ sĩ được yêu thích nhất

1986
- Đĩa hát Cô Gái Hư bán chạy nhất trong năm - IFPI
- 10 ca khúc vàng Trung Hoa lần thứ 9, với ca khúc "Sẽ Yêu"
- 10 ca khúc vàng nổi tiếng, với ca khúc "Chẻ Đôi Núi Băng" và "Cùng Mơ"
- Một trong 10 nhân vật được yêu thích nhất tại Hồng Kông và Đài Loan
- Thương Đài, giải Nữ nghệ sĩ được yêu thích nhất

1987
- 10 ca khúc vàng Trung Hoa lần thứ 10, với ca khúc "Liệt Diệm Hồng Thần"
- 10 ca khúc vàng nổi tiếng, giải Nữ Ca Sĩ được yêu thích nhất
- 10 ca khúc vàng nổi tiếng, với ca khúc "Liệt Diệm Hồng Thần"
- 10 ca khúc vàng nổi tiếng, giải video trình diễn xuất sắc "Điệu Tango Nóng Bỏng"
- Một trong 10 nhân vật được yêu thích nhất tại Hong Kong và Đài Loan
- Thương Đài, giải Nữ nghệ sĩ được yêu thích nhất

1988
- Lễ trao giải điện ảnh - Kim Mã (Đài Loan) lần thứ 23, giải Nữ diễn viên chính xuất sắc nhất (phim "Yên Chi Khâu")
- Lễ trao giải điện ảnh - Kim Long (Đài Loan) lần thứ 1, giải Nữ diễn viên chính xuất sắc nhất (phim "Yên Chi Khâu")
- 10 ca khúc vàng Trung Hoa lần thứ 11, với ca khúc "Stand By Me"
- 10 ca khúc vàng nổi tiếng, với ca khúc "Stand By Me" và "Yên Chi Khâu"
- 10 ca khúc vàng nổi tiếng, giải video trình diễn xuất sắc "Trong Mộng Cùng Say"
- 10 ca khúc vàng nổi tiếng, giải Nữ Ca Sĩ được yêu thích nhất
- Huy chương kỉ niệm lễ âm nhạc Olympic South Korea tại Seoul (Mai Diễm Phương là nữ ca sĩ châu Á duy nhất được mời đến tham dự buổi lễ âm nhạc Olympic South Korea cùng trình diễn với Janet Jackson)

1989
- Lễ trao giải điện ảnh - Kim Tượng (Hong Kong) lần thứ 8, giải Nữ diễn viên chính xuất sắc nhất (phim "Yên Chi Khâu")
- Giải ca khúc chủ đề phim điện ảnh xuất sắc nhất "Yên Chi Khâu"
- Liên hoan phim châu Á Thái Bình Dương: Giải Nữ diễn viên chính xuất sắc nhất (phim "Yên Chi Khâu")
- Nghệ sĩ của năm (Hong Kong) - Người săn giải thưởng
- 10 ca khúc vàng nổi tiếng, giải thưởng vàng dành cho ca khúc vàng "Tịch Dương Chi Ca"
- 10 ca khúc vàng nổi tiếng, giải Nữ Ca Sĩ được yêu thích nhất
- 10 ca khúc vàng Trung Hoa lần thứ 12, với ca khúc "Tịch Dương Chi Ca" và "Thục Nữ"
- 10 ca khúc vàng Trung Hoa lần thứ 12, Giải IFPI
- Nữ ca sĩ vàng, truyền bá âm nhạc

1990
- Một trong mười nghệ sĩ được yêu thích nhất của thập niên 80
- 10 ca khúc vàng nổi tiếng, với ca khúc "Lòng Vẫn Thấy Lạnh"
- Hạng 5 - trong số các nghệ sĩ hải ngoại được yêu thích nhất Hàn Quốc

1991
- Lễ trao giải điện ảnh - Kim Tượng (Hong Kong) lần thứ 10, Giải ca khúc chủ đề phim điện ảnh xuất sắc nhất Như Có Cố Nhân Đến
- 10 ca khúc vàng Trung Hoa lần thứ 14, danh hiệu Thần Tượng Kim Cương
- Nữ ca sĩ vàng, truyền bá âm nhạc

1992
- Lễ trao giải Kim Mã (Đài Loan) lần thứ 28, giải ca khúc chủ đề phim điện ảnh xuất sắc nhất "Ngày Nào" (phim Ngày Nào Chàng Trở Lại)
- 10 ca khúc vàng Trung Hoa lần thứ 15, Giải thưởng danh dự

1993
- Một trong 10 người nổi tiếng ăn mặc đẹp
- Cư dân Canada ở Toronto quyết định lấy ngày 22/04 là ngày Mai Diễm Phương
- Cư dân Mĩ ở San Francisco quyết định lấy ngày 23/10 là ngày Mai Diễm Phương

1994
- Giải Nghệ sĩ có tấm lòng nhất
- Giải Bạch Kim, Kỷ lục album "Đây Là Điều Tôi Muốn" được công

1995
- Giải thưởng âm nhạc Singapore, Giải Vũ Đài Chí Tôn
- Lễ trao giải điện ảnh - Kim Tượng (Hong Kong) lần thứ 14, Giải ca khúc chủ đề phim điện ảnh xuất sắc nhất "Trái Tim Người Phụ Nữ" (phim Kiến Nghĩa Hào Hiệp Truyện - Đông Phương Tam Hiệp II)

1998
- Lễ trao giải điện ảnh - Kim Tượng (Hồng Kông) lần thứ 17, Giải Nữ diễn viên phụ xuất sắc nhất phim - "Bán Sinh Duyên"
- 10 ca khúc được yêu thích nhất Hong Kong qua truyền thông, với ca khúc "Tựa Thủy Lưu Niên"

1999
- 10 ca khúc vàng Trung Hoa lần thứ 21, giải Vinh dự tối cao: Kim Thoa
- Nữ nghệ sĩ được yêu thích nhất trên Nhật Bản online

2001
- Giải Minh Báo lần thứ hai Động lực diễn xuất, Nữ diễn viên nổi bật nhất phim "Chung Vô Diệm"

2002
- 10 ca khúc vàng nổi bật, giải Trì Kính
- Thống đốc bang California trao tặng vinh dự "Nữ nghệ sĩ từ tâm nhất"
- Thị trưởng Auckland quyết định lấy ngày 23/06 là ngày Mai Diễm Phương
- Giải thưởng đóng góp âm nhạc tại Hong Kong Taiwan music và âm nhạc thịnh khúc CCTV
- Giải nữ ca sĩ Á châu thịnh hành nhất tại MTV 2002
- Lễ Điện ảnh Trường Xuân Trung quốc 2002, giải Nữ diễn chính xuất sắc nhất (phim "Đàn ông tuổi 40")

2003
- 10 ca khúc vàng Trung Hoa lần thứ 24, giải ca khúc Karaoke song ca được yêu thích nhất "Yêu nhau rất khó"
- Mười ca khúc vàng Trung Hoa lần thứ 24, giải 25 năm Ngân Hỉ
- Dịch bệnh SARS - Kiệt xuất nhân sĩ
- Giải động lực diễn xuất, Giải Trì kính
- Trung Quốc đĩa hát vàng lần thứ 4, giải Thành tựu sự nghiệp

2004
- Đĩa hát tiêu thụ cao nhất toàn năm IFPI (Anita Classic moment live 2003)
- MTV châu Á, giải thưởng Thành Tựu Trọn Đời
- Nhân vật xuất sắc của giới âm nhạc Trung Hoa

2005
- Giải Bách niên ảnh tinh Trung Quốc
- 100 phim điện ảnh hay nhất, phim "Yên Chi Khâu"
- Giải 10 đĩa hát tiếng Quảng Đông được yêu thích: Classic Moment Live và Ký ức về Mai